# Призраки опиума
Призраки опиума (англ. Cookers) — американский фильм ужасов 2001 года режиссёра Дэна Минтца.

## Сюжет
Двое продавцов наркотиков — Гектор и его подруга Дорина — располагаются в заброшенном доме, который находится вдалеке от людских глаз. Здесь они организуют лабораторию по производству нового сильнодействующего наркотика, который можно употреблять любым способом — нюхать, курить или вводить внутривенно. Гектор договаривается со своим старым приятелем Мерлом о том, чтобы тот два раза в неделю привозил ему продукты, а также следил за тем, чтобы никто из посторонних не приближался близко к дому. В это время Гектор и его подруга с головой окунаются в производство собственного наркотика, а также в употребление готового результата. Постепенно наркопроизводители, всё больше и больше получая готовых партий и всё чаще и чаще оказываясь под их воздействием, начинают терять ощущение реальности. Гектор занавешивает окна чёрными тканями, заколачивает все входы и выходы из здания, а на дверь вешает замок. Полностью пытаясь оградиться от внешнего мира, наркодельцы начинают слышать посторонние шорохи и звуки, которые окончательно, вкупе с постоянным наркотическим опьянением, соединяют воедино объективную реальность и галлюцинации.

## В ролях
| Актёр          | Роль              |
| -------------- | ----------------- |
| Брэд Хант      | Гектор            |
| Сайя Баттен    | Дорина            |
| Патрик МакГоу  | Мерл              |
| Эшли Энн ЛаПен | маленькая девочка |